# Yorkshire Terrier Biewer
Yorkshire Terrier Biewer – nieuznana przez FCI odmiana rasy Yorkshire terriera, natomiast przez inne kynologiczne organizacje zagraniczne tj. Amerykański Klub Biewera uznana jest za odrębną rasę. 
Maść u tych psów występuje w wariantach czarno-biało-złotym i stalowo-biało-złotym, a białe łaty, jakie występują w umaszczeniu, są wynikiem piebaldyzmu.

## Historia[1]
Historia rasy rozpoczęła się 20 stycznia 1984 r., kiedy to w hodowli Gertrudy i Wernera Biewerów z Niemiec, w przypadkowym miocie po rodzicach ras yorkshire terriera i maltańczyka, urodziły się szczenięta o odmiennym umaszczeniu od nich. To było punktem wyjścia do tego, aby niemieccy hodowcy poświęcili się utworzeniu nowej odmiany Yorkie –  białego w rudo-szare łaty, a odmianę tę nazwali „Pom-Pon”.
Według innych źródeł protoplastą rasy był pierwszy, historyczny okaz wyhodowany przez Biewerów, po rodzicach, którymi były dwa, klasyczne Yorki – Darling von Friedheck i Fru Fru von Friedheck. Rodzice tego osobnika okazali się nosicielami wadliwego genu – Piebalda, który wpłynął na zmianę umaszczenia u potomstwa. Od tej pory można mówić o początku odmiany trójkolorowej. 
Stosując odpowiednią selekcję i utrwalanie genów białego włosa, małżeństwo hodowców doczekało się wielu psów o trójkolorowym umaszczeniu. Mimo starań FCI nie uznało rasy. Oficjalnie zarejestrował ją Allgemeiner Club der Hundefreunde Deutschland. W 1989 roku odmiana ta otrzymała własny wzorzec w tej organizacji, bardzo podobny do wzorca yorkshire terriera, ale uwzględniający odmienną kolorystykę i określający rozmieszczenie łat. Nadano też oficjalną nazwę Yorkshire Terrier Biewer à la Pom Pon (potocznie Biewer). Twórcy tych psów dbali, by do hodowli używać tylko najładniejszych osobników. Po śmierci męża w 1997 r. Gertruda Biewer zaprzestała hodowli, jednak rasa cieszyła się w Niemczech na tyle dużym zainteresowaniem, że wielu hodowców kontynuowało rozpoczęte przez państwo Biewer dzieło. Obecnie rasa jest zarejestrowana w międzynarodowym klubie biewera (IBC), działającym na terenie Niemiec i współpracującym z wieloma organizacjami kynologicznymi na świecie, oraz w amerykańskim klubie biewera (BTCA), który w 2009 roku wprowadził ostateczne poprawki jej wzorca.
W Polsce pierwsze biewery pojawiły się w roku 2006. W związku z tym, że rasa nie jest uznana przez FCI, w Polsce rejestruje się ją w 6 organizacjach: Polskim Klubie Psa Rasowego, Polskim Klubie Miłośników Psów Rasowych, Polskiej Federacji Kynologicznej, Związku Hodowców Psów Rasowych, Kennel Club oraz Związku Kynologicznym w Polsce (ZKwP).